# Glukagonski receptor
Glukagonski receptor je 62 kDa težak protein koji se aktivira glukagonom. On je član klase B G protein spregnutih receptora. On formira spregu sa G alfa i, Gs i u manjoj meri G alfa q. Stimulacija receptora dovodi do aktivacije adenilat ciklaze i povišenja nivoa intracelularnog cAMP. Kod ljudi, glukagonski receptor je kodiran GCGR genom.
Glukagonski receptori su uglavnom izraženi u jetri i bugrezima, i u manjim razmeri u srcu, adipoznom tkivu, slezini, grudnoj žledi, nadbubrežnim žlezdama, pankreasu, cerebralnom korteksu, i gastrointestinalnom traktu.

## Klinički zanačaj
Jedna od mutacija GCGR gena je vezana za dijabetes melitus tip 2.
Inaktivirajuća mutacija glukagonskog receptora kod ljudi uzrokuje otpornost na glukagon, te je povezana sa hiperplazijom pankreasnih alfa ćelija, nezidioblastozom, hiperglukagonemijom, i pankreasnim neuroendokrinim tumorima.

## Literatura
- Levey GS, Weiss SR, Ruiz E (1975). „Characterization of the glucagon receptor in a pheochromocytoma.”. J. Clin. Endocrinol. Metab. 40 (4): 720—3. PMID 165216. doi:10.1210/jcem-40-4-720.
- Nakamura S, Rodbell M (1991). „Glucagon induces disaggregation of polymer-like structures of the alpha subunit of the stimulatory G protein in liver membranes.”. Proc. Natl. Acad. Sci. U.S.A. 88 (16): 7150—4. PMC 52251 . PMID 1908089. doi:10.1073/pnas.88.16.7150.
- Horuk R, Wright DE (1983). „Partial purification and characterization of the glucagon receptor.”. FEBS Lett. 155 (2): 213—7. PMID 6303843. doi:10.1016/0014-5793(82)80605-4.
- MacNeil DJ; Occi JL; Hey PJ;  . (1994). „Cloning and expression of a human glucagon receptor.”. Biochem. Biophys. Res. Commun. 198 (1): 328—34. PMID 7507321. doi:10.1006/bbrc.1994.1046.
- Fujisawa T; Ikegami H; Yamato E;  . (1995). „A mutation in the glucagon receptor gene (Gly40Ser): heterogeneity in the association with diabetes mellitus.”. Diabetologia. 38 (8): 983—5. PMID 7589886. doi:10.1007/BF00400589.
- Unson CG, Macdonald D, Merrifield RB (1993). „The role of histidine-1 in glucagon action.”. Arch. Biochem. Biophys. 300 (2): 747—50. PMID 8382034. doi:10.1006/abbi.1993.1103.
- Chambers SM, Morris BJ (1996). „Glucagon receptor gene mutation in essential hypertension.”. Nat. Genet. 12 (2): 122. PMID 8563746. doi:10.1038/ng0296-122.
- Yamato E; Ikegami H; Takekawa K;  . (1997). „Tissue-specific and glucose-dependent expression of receptor genes for glucagon and glucagon-like peptide-1 (GLP-1).”. Horm. Metab. Res. 29 (2): 56—9. PMID 9105899. doi:10.1055/s-2007-978985.
- Strazzullo P; Iacone R; Siani A;  . (2001). „Altered renal sodium handling and hypertension in men carrying the glucagon receptor gene (Gly40Ser) variant.”. J. Mol. Med. 79 (10): 574—80. PMID 11692154. doi:10.1007/s001090100257.
- Shiota D; Kasamatsu T; Dib SA;  . (2002). „Role of the Gly40Ser mutation in the glucagon receptor gene in Brazilian patients with type 2 diabetes mellitus.”. Pancreas. 24 (4): 386—90. PMID 11961492. doi:10.1097/00006676-200205000-00010.
- Strausberg RL; Feingold EA; Grouse LH;  . (2003). „Generation and initial analysis of more than 15,000 full-length human and mouse cDNA sequences.”. Proc. Natl. Acad. Sci. U.S.A. 99 (26): 16899—903. PMC 139241 . PMID 12477932. doi:10.1073/pnas.242603899.
- Runge S; Gram C; Brauner-Osborne H;  . (2003). „Three distinct epitopes on the extracellular face of the glucagon receptor determine specificity for the glucagon amino terminus.”. J. Biol. Chem. 278 (30): 28005—10. PMID 12724331. doi:10.1074/jbc.M301085200.
- Hassel S; Eichner A; Yakymovych M;  . (2004). „Proteins associated with type II bone morphogenetic protein receptor (BMPR-II) and identified by two-dimensional gel electrophoresis and mass spectrometry.”. Proteomics. 4 (5): 1346—58. PMID 15188402. doi:10.1002/pmic.200300770.
- Gerhard DS; Wagner L; Feingold EA;  . (2004). „The status, quality, and expansion of the NIH full-length cDNA project: the Mammalian Gene Collection (MGC).”. Genome Res. 14 (10B): 2121—7. PMC 528928 . PMID 15489334. doi:10.1101/gr.2596504.
- Mortensen OH; Dichmann DS; Abrahamsen N;  . (2007). „Identification of a novel human glucagon receptor promoter: regulation by cAMP and PGC-1alpha.”. Gene. 393 (1-2): 127—36. PMID 17374560. doi:10.1016/j.gene.2007.01.023.